# Декемгаре (район)
Декемгаре — район зоби (провінції) Дебуб, у Еритреї. Столиця — місто Декемгаре. 

У 2005 році частину території було включено до новоствореного району Маї-Аїні.